# Juan Antonio Corbalán Alfocea
Juan Antonio Corbalán Alfocea (Madrid, Espanya 1954) és un jugador de bàsquet espanyol, ja retirat, guanyador d'una medalla olímpica i considerat un dels millors bases de la història del bàsquet espanyol.

## Biografia
Va néixer el 3 d'agost de 1954 a la ciutat de Madrid, capital d'Espanya.

## Carrera esportiva

### A nivell de clubs
| Anys      | Club             | Lliga                                |
| --------- | ---------------- | ------------------------------------ |
| 1971-1988 | Reial Madrid     | Lliga espanyola de bàsquet/Lliga ACB |
| 1990-1991 | Fórum Valladolid | Lliga ACB                            |

Amb el Reial Madrid va guanyar:
- 12 Lligues espanyoles de bàsquet/Lligues ACB: 1971/72, 1972/73, 1973/74, 1974/75, 1975/76, 1976/77, 1978/79, 1979/80, 1981/82, 1983/84, 1984/85 i 1985/86
- 7 Copes del Rei: 1971/72, 1972/73, 1973/74, 1974/75, 1976/77, 1984/85 i 1985/86
- 3 Copes d'Europa: 1973/74, 1977/78 i 1979/80
- 1 Recopa d'Europa: 1983/84
- 1 Copa Korac: 1987/88
- 4 Copes Internacontinentals: 1975/76, 1976/77, 1977/78 i 1980/1981

### Amb la selecció nacional
177 vegades internacional amb la selecció espanyola de bàsquet, va participar, als 18 anys, en els Jocs Olímpics d'Estiu de 1972 realitzats a Múnic (Alemanya Occidental), on va aconseguir l'onzena posició final. Va participar en els Jocs Olímpics d'Estiu de 1980 realitzats a Moscou (Unió Soviètica), on va aconseguir guanyar un diploma olímpic en finalitzar quart, i en els Jocs Olímpics d'Estiu de 1984 realitzats a Los Angeles (Estats Units), on va guanyar la medalla de plata.
Al llarg de la seva carrera ha guanyat una medalla de plata en el Campionat d'Europa de bàsquet masculí.